# Sekotong Tengah (plaats)
Sekotong Tengah is een bestuurslaag in het regentschap West-Lombok van de provincie West-Nusa Tenggara, Indonesië. Sekotong Tengah telt 15.158 inwoners (volkstelling 2010).